# Fahrradverleih
Bei Fahrradvermietungen (umgangssprachlich auch Fahrradverleih) kann man zwischen zwei grundsätzlichen Modellen unterscheiden.
Die traditionelle touristisch orientierte Fahrradvermietung wird häufig von Fahrradläden oder Hotels betrieben.
Das neuere Modell des Fahrradverleihsystems besteht meist aus einem Netz von Selbstbedienungsstationen zur Fahrradvermietung. Letzteres schaffen die Stadtverwaltungen vor allem, damit alltägliche kurze Wege bequem, umweltfreundlich und bewegungsaktiv zurücklegt werden können. Damit soll – in Kombination mit dem öffentlichen Verkehr (ÖV) – eine nahezu schadstofffreie und kostenarme oder -lose Alternative zum zunehmenden Autoverkehr (MIV) geschaffen werden, um in den Städten die Luft- und Lebensqualität zu verbessern und gleichzeitig den Fahrraddiebstahl als wichtiges Nutzungshindernis für Fahrräder einzudämmen.

## Vergleich verschiedener Formen
| Vergleichskriterien der Fahrradvermietungen | Touristisch orientiert            | Bewohnerorientiertes Netz von Fahrradmietstationen    |
| ------------------------------------------- | --------------------------------- | ----------------------------------------------------- |
| Zugang                                      | Personaldokument als Pfand        | Kundenkarte bzw. (Mobilfunk-)Telefon nach Anmeldung   |
| Fahrradmodell                               | handelsüblich                     | Spezialanfertigung                                    |
| Mietdauer                                   | eine Stunde bis mehrere Tage      | wenige Minuten bis wenige Stunden                     |
| Öffnungszeiten                              | begrenzt                          | 24 h                                                  |
| Netzcharakter                               | nein                              | ja                                                    |
| Rückgabeort                                 | gleich Ausgabeort                 | beliebige Station innerhalb des Netzes                |
| Personal benötigt                           | bei Ausgabe, Rückgabe und Wartung | bei Wartung und Distribution                          |
| Zielgruppe                                  | Touristen                         | Bewohner und deren Alltagswege                        |
| Bezahlung                                   | vor allem Nutzer                  | Werbung, Parkgebühren, Maut, geringer Teil vom Nutzer |

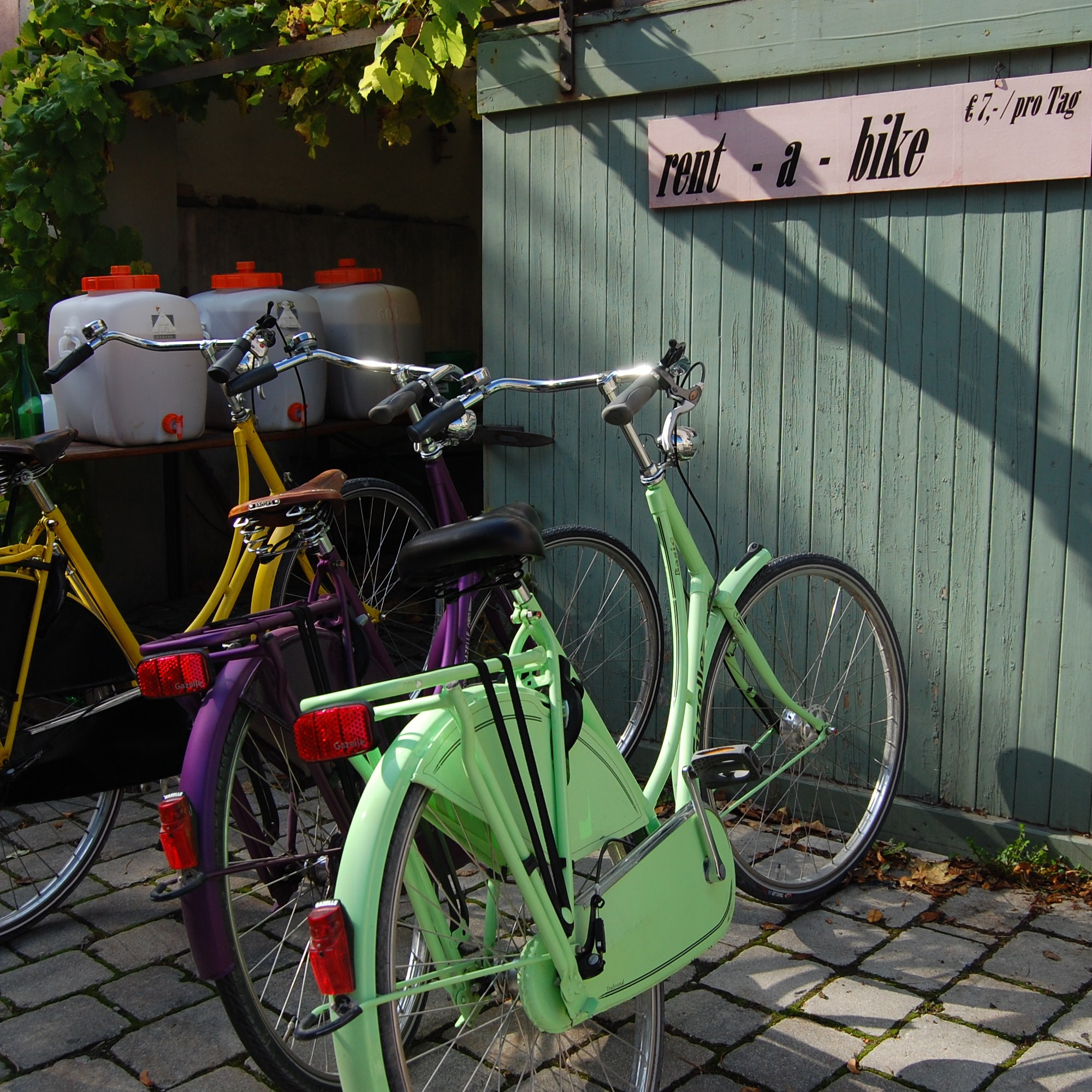
Touristischer Fahrradverleih

Touristisch orientierte Fahrradvermietungen sind weit verbreitet. Veranstalter von Freizeit- und Sportaktivitäten, Fahrradläden, Hotels oder Touristen-Informationen bieten diesen Service häufig an. Auch gibt es sie in Deutschland und Holland sowie in der Schweiz an vielen Bahnhöfen und werden oft vom Betreiber der Bahn angeboten. Das System Rent a Bike in der Schweiz ist insofern einmalig, als es die Rückgabe der Fahrräder an einem anderen Mietbahnhof und somit Radtouren durch die ganze Schweiz erlaubt. Zusätzlich gibt es in der Schweiz in fast allen großen Städten touristische Vermietungsangebote, die dort jedoch über Werbung am Rad und Wiedereingliederungsprogramme finanziert werden und somit kostenlos für den Nutzer sind.

## Netz öffentlicher Fahrradmietstationen

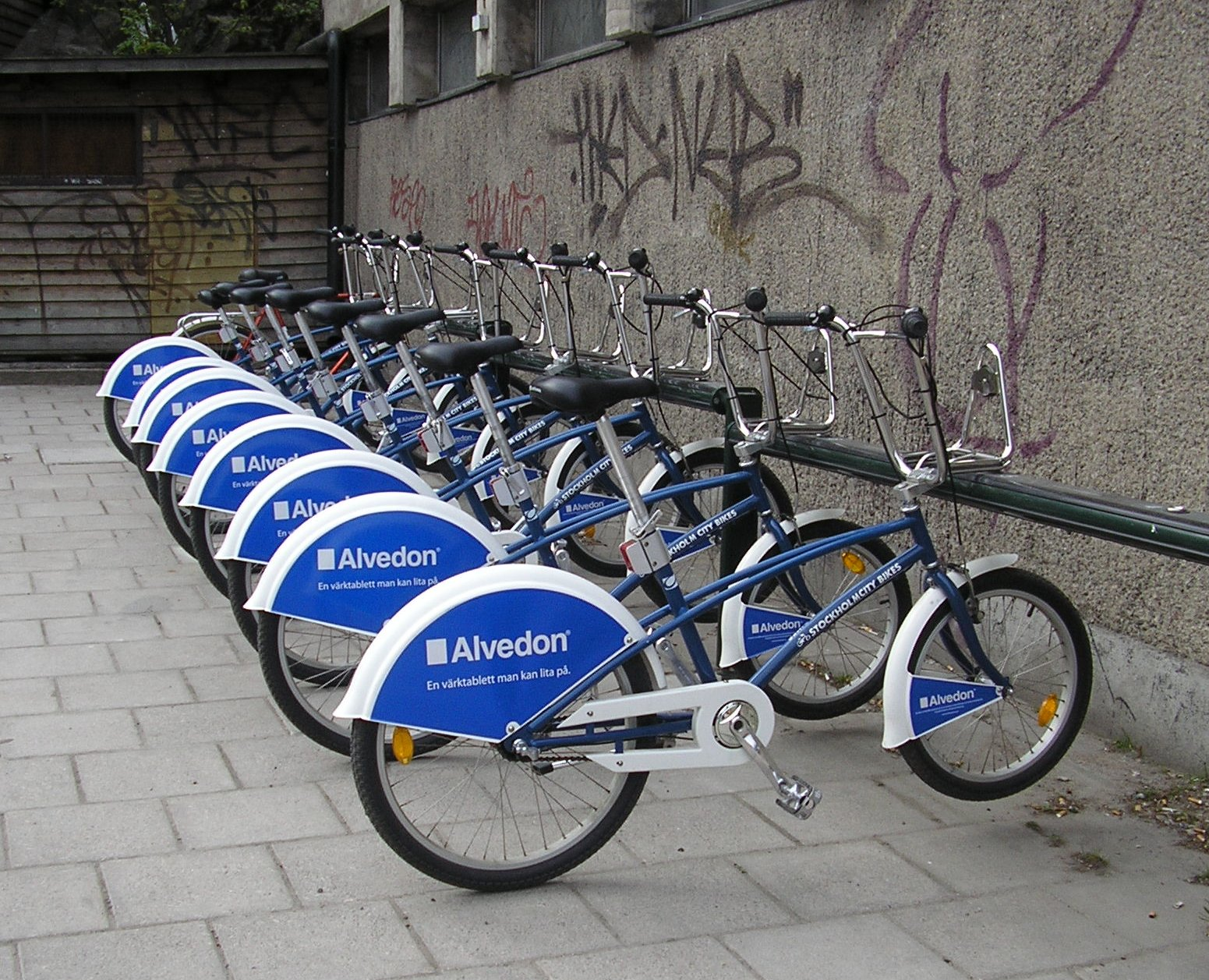
City Bike Stockholm

Beim Netz öffentlicher Fahrradmietstationen handelt sich um ein Netz von Fahrradstationen, die die einfache selbstständige Entnahme und Rückgabe von öffentlichen Mieträdern an abschließbaren Stellplätzen ermöglichen, meist mit Hilfe von elektronischen Kundenkarten. Diese Kundenkarten dienen sowohl zur Abrechnung als auch Identifizierung der Nutzer und beugen damit Vandalismus und Diebstahl vor.
Diese Fahrradstationen gehören häufig zum öffentlichen Personennahverkehr und sind geeignet, kurze und mittlere Distanzen in Städten zurückzulegen, die für den motorisierten ÖPNV oder das Auto zu gering, aber im Fußverkehr zu weit entfernt sind. Oft ist die erste halbe Stunde der Fahrradmiete kostenlos oder bereits in der jährlichen Gebühr enthalten. Das Verkehrsmittel Fahrrad ist öffentlich durch die Stadtverwaltung bestellt, obwohl es privates Firmeneigentum ist. Fahrradmietstationen sind eine öffentliche Dienstleistung im Umweltverbund, die in Städten als verkehrsberuhigenden Maßnahmen zur nachhaltigen Gestaltung von persönlicher Mobilität als umweltfreundliche, platzsparende und kostengünstige Alternative zum Auto und zum privaten Fahrrad angeboten werden. Durch dieses Angebot sinkt erheblich die Wahrscheinlichkeit, als Fahrradfahrer sein Gefährt durch Diebstahl zu verlieren. Zusätzliche Bedeutung erhält dieses Angebot durch die Pläne von Fahrverbotszonen für motorisierte Fahrzeuge nach der Feinstaubverordnung in verschiedenen deutschen Städten.

### Funktionsweise
Das Informationsangebot der Stationen wird vor allem internetgestützt bedient und abgefragt. Interessierte Personen können sich über eine Webseite des Anbieters oder direkt in einem Kundenbüro anmelden. Bei der Anmeldung, für meist eine Debit- oder Kreditkarte nötig ist, wird ein Kundenkonto eingerichtet, auf das der Kunde online zugreifen und seine Nutzungsdaten einsehen kann. Nach der Freischaltung kann er ein Fahrrad aus den Stationen entnehmen und dieses nachfolgend nutzen. Teilweise erhält der Benutzer eine Kundenkarte zur Identifikation bei der Ausleihe.

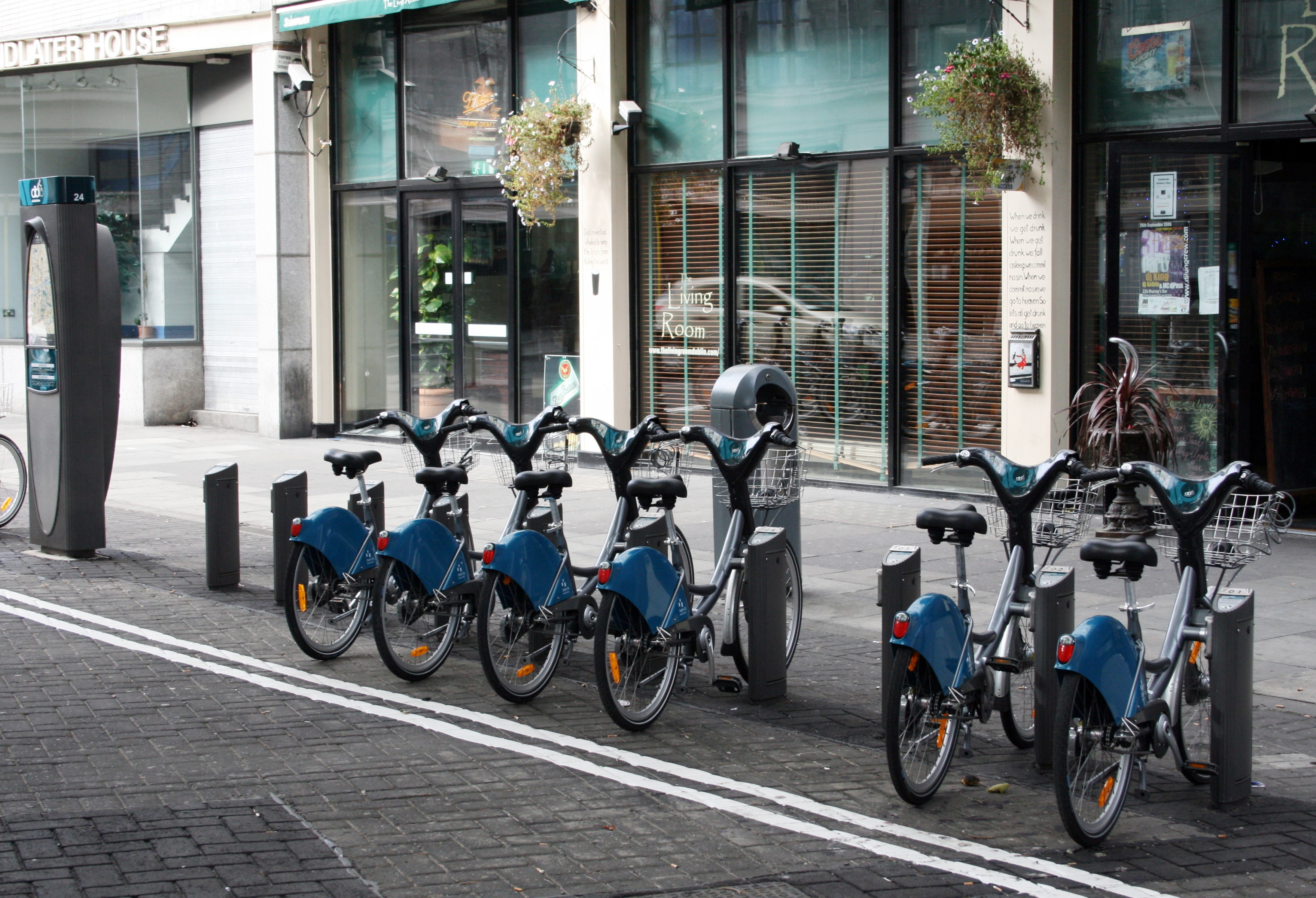
Dublinbikes-Ausleihstation in Dublin

Das Angebot funktioniert über automatisierte Fahrradstationen, welche ein dichtes Netz in der Stadt haben, oft auch an Haltestellen des ÖPNV, oder mit frei stationierten Fahrrädern. Es sind jeweils abschließbare Stellplätze für die Fahrräder vorhanden, die informationstechnisch in Echtzeit mit einem Zentralcomputer verbunden sind. Jeder Stellplatz hat Öffnungen, in die die Bolzen des Fahrradrahmens eingeführt werden oder umgekehrt der Bolzen der Station in die entsprechende Öffnung des Fahrrades. Für die Entnahme eines Fahrrades muss der Nutzer sich mit seiner Kundenkarte/Kundennummer am „Service Acces Terminal“ identifizieren und bekommt auf dem Display die Stellplatznummer angezeigt, von der er „sein“ Fahrrad entnehmen kann. Während er zum Stellplatz geht, öffnet sich eine elektromechanische Schließvorrichtung. Alternativ wird ein Schlüsselcode angezeigt, mit dem das Schloss entriegelt werden kann. Bei stationslosen Systemen (freefloater) können ausgeliehene Fahrräder stehengelassenen werden; sie sind über GPS ortbar und die Anmeldung findet über das Mobiltelefon statt.

### Gebühren und Finanzierung
Während der Benutzung, die meist die erste halbe Stunde kostenlos ist, steigt die Gebühr mit der Zeit häufig überproportional, um den Nutzer nach der Benutzung zu einer raschen Rückgabe an einer Station zu motivieren. Nur so kann eine häufige Nutzung der Fahrräder sichergestellt werden. Für die überwiegende Anzahl der Benutzer endet die Fahrt jedoch nach einer halben Stunde kostenlos.
Die Finanzierung erfolgt entweder über städtische Umweltabgaben (zum Beispiel Einnahmen aus der Parkraumbewirtschaftung oder Innenstadtmaut) oder durch die Erlaubnis an den Betreiber zur Installation von Außenwerbung in der Stadt oder an den Fahrrädern selbst. Der Nutzer selbst zahlt oft nur eine sehr geringe jährliche Gebühr. Eine Ausnahme davon ist ausschließliche Bezahlung durch den Nutzer bei Call a Bike in einigen Städten. Die Kosten für den Betreiber schwanken je nach System zwischen 1500 und 3000 Euro pro Fahrrad und Jahr.

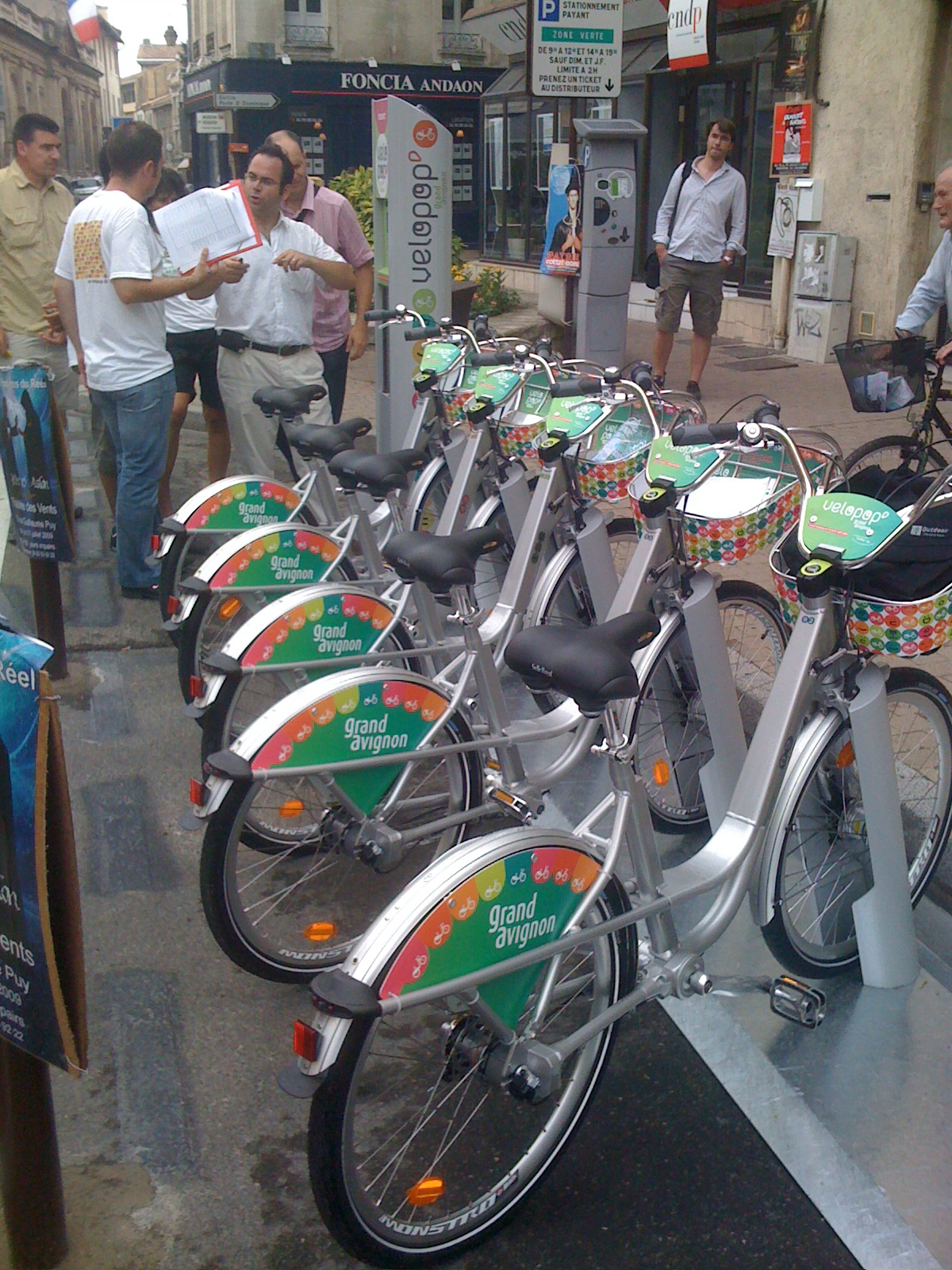
Die lokalen Verkehrsbetriebe TCRA betreiben den Vélopop-Fahrradverleih in Avignon

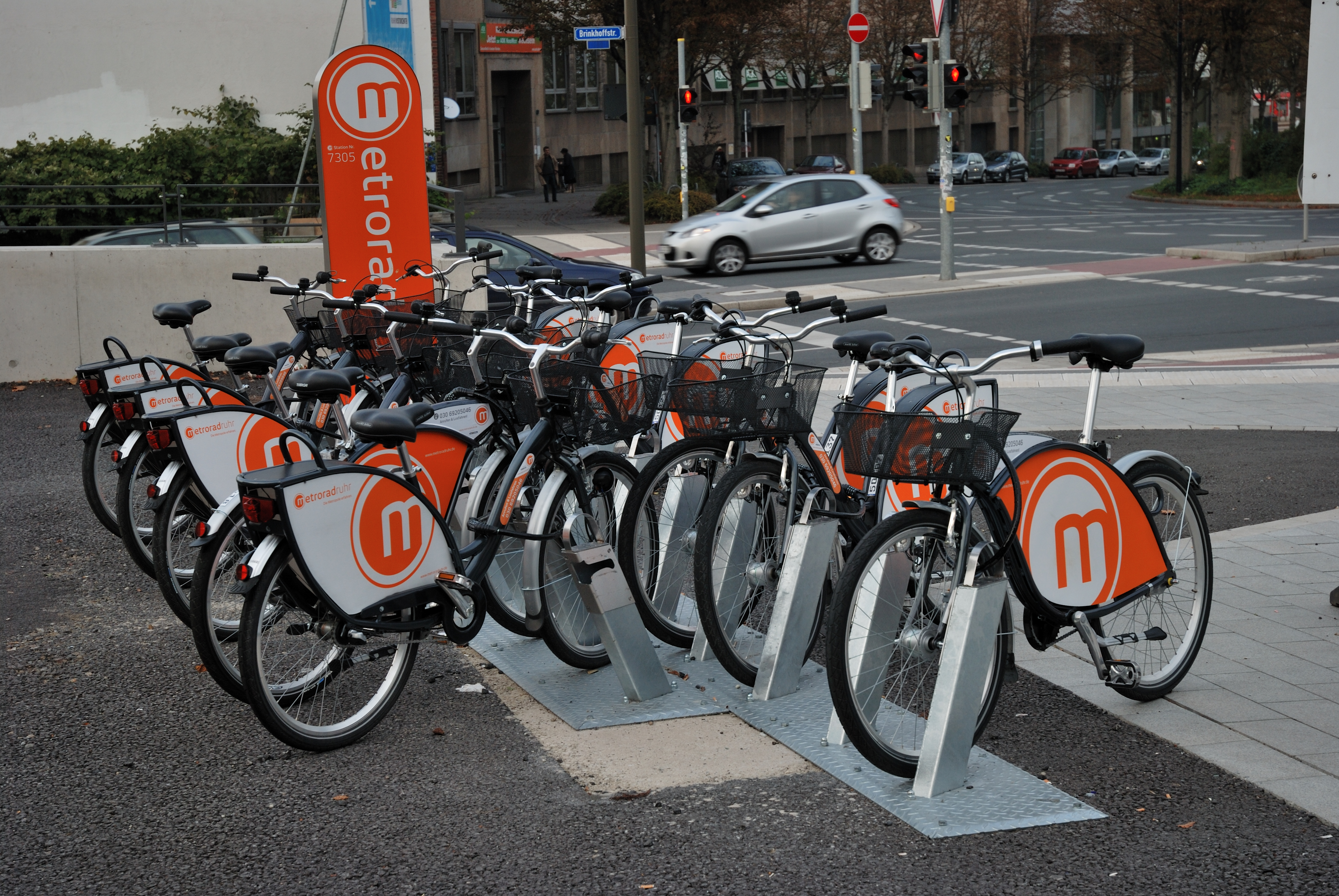
Fahrradverleih in Dortmund

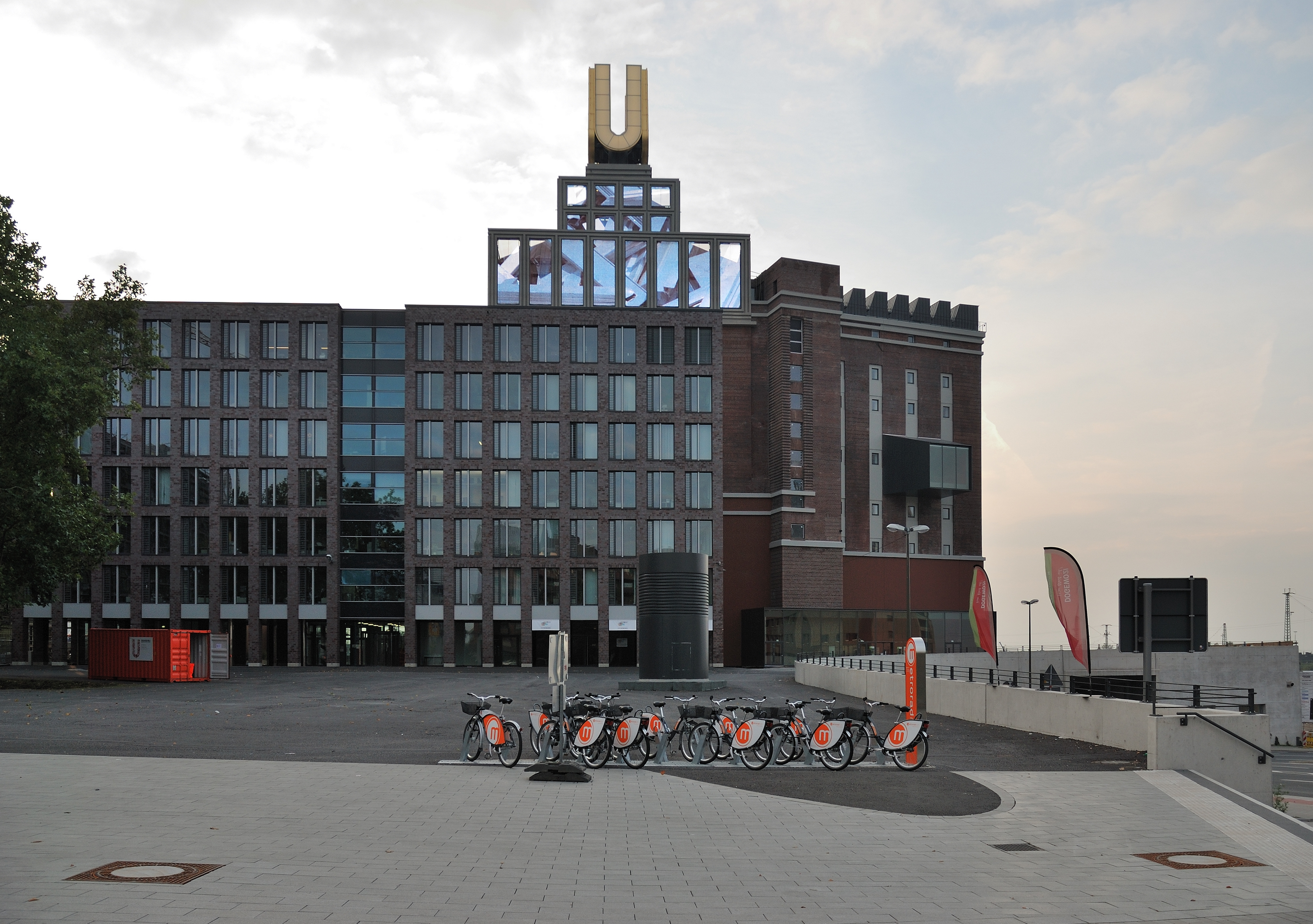
Standort Museum in Dortmund

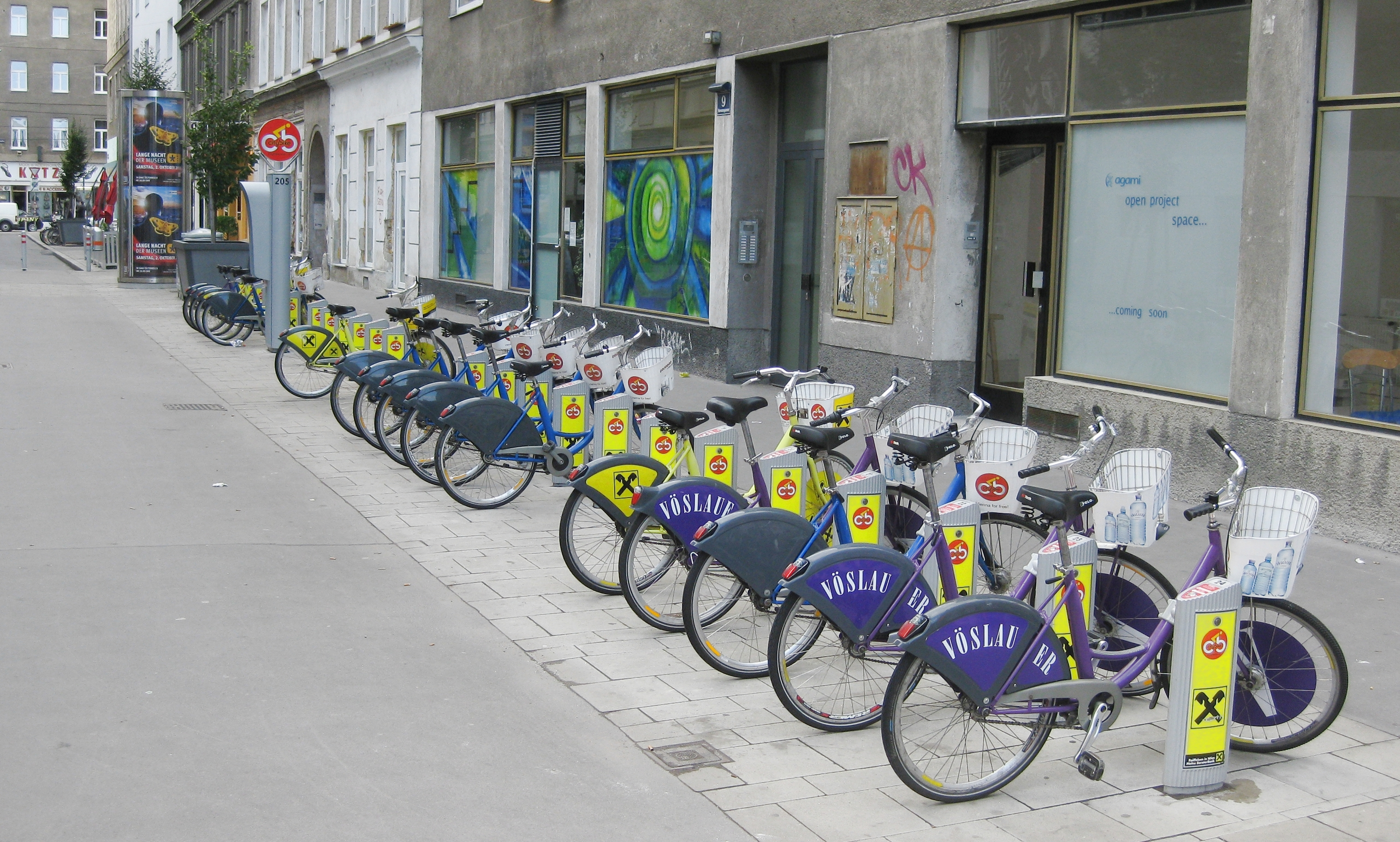
Citybike-Verleihstation in Wien

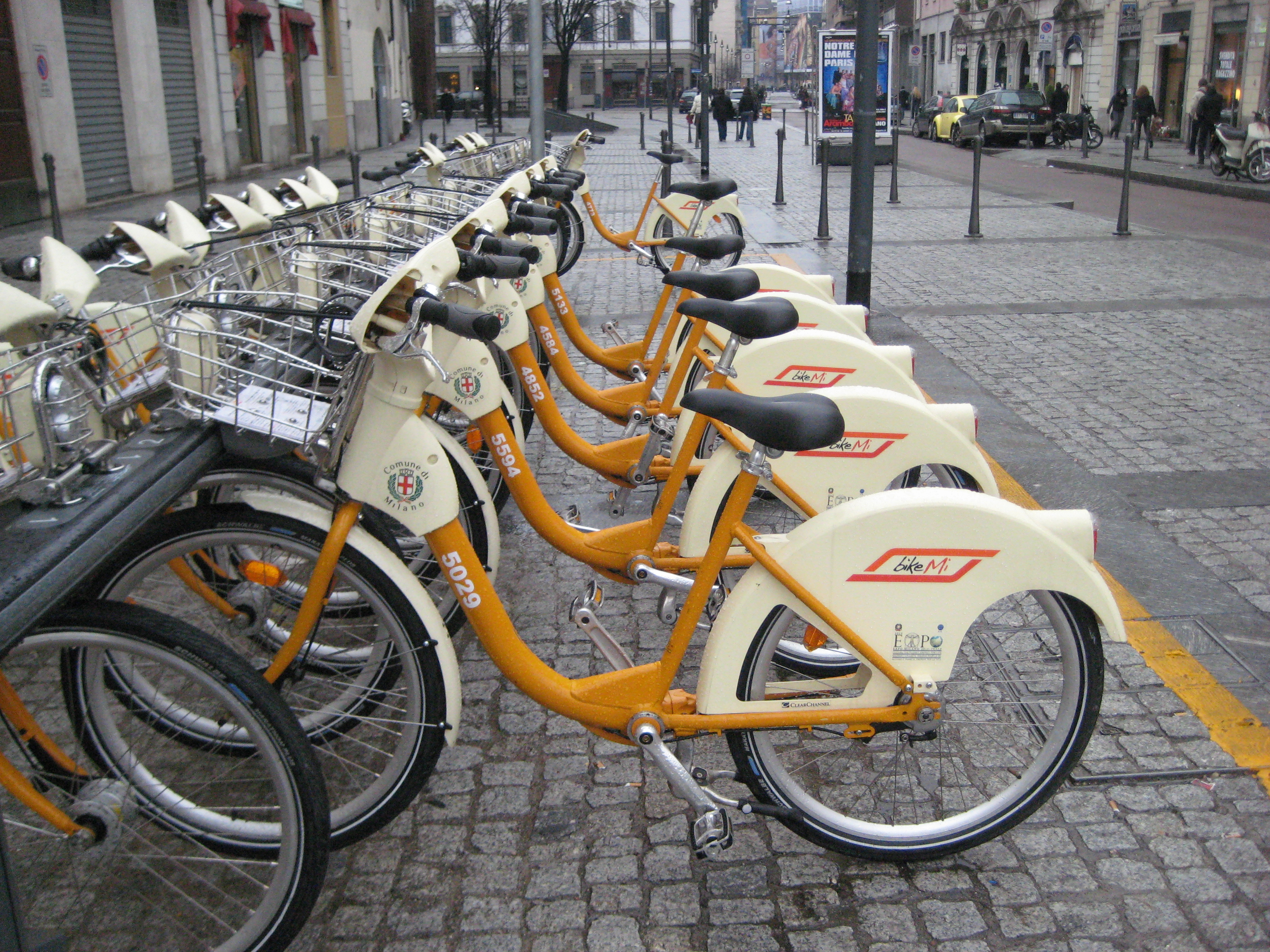
BikeMi-Verleihstation an der Corso Garibaldi in Mailand

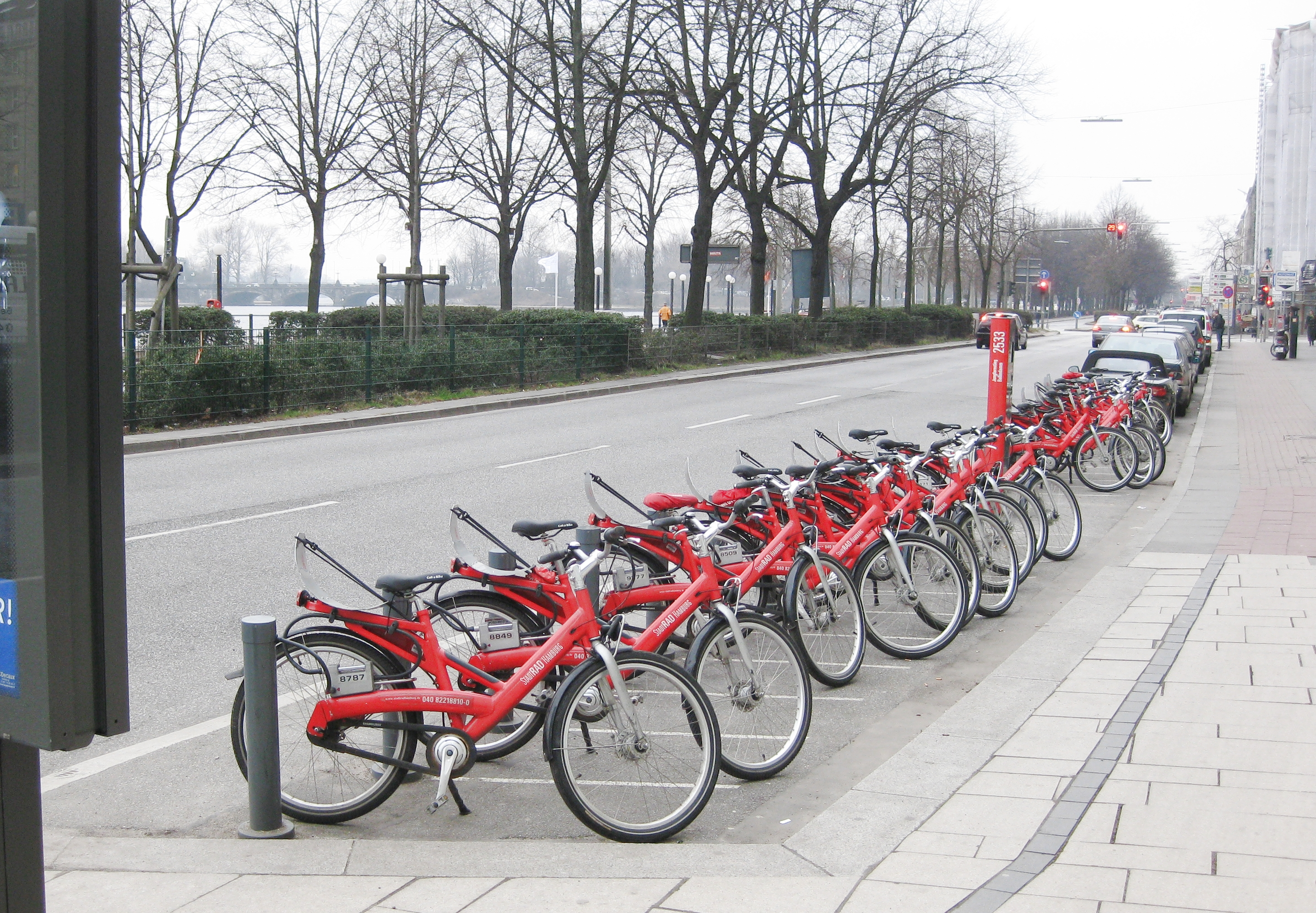
StadtRAD-Hamburg-Verleihstation in Hamburg

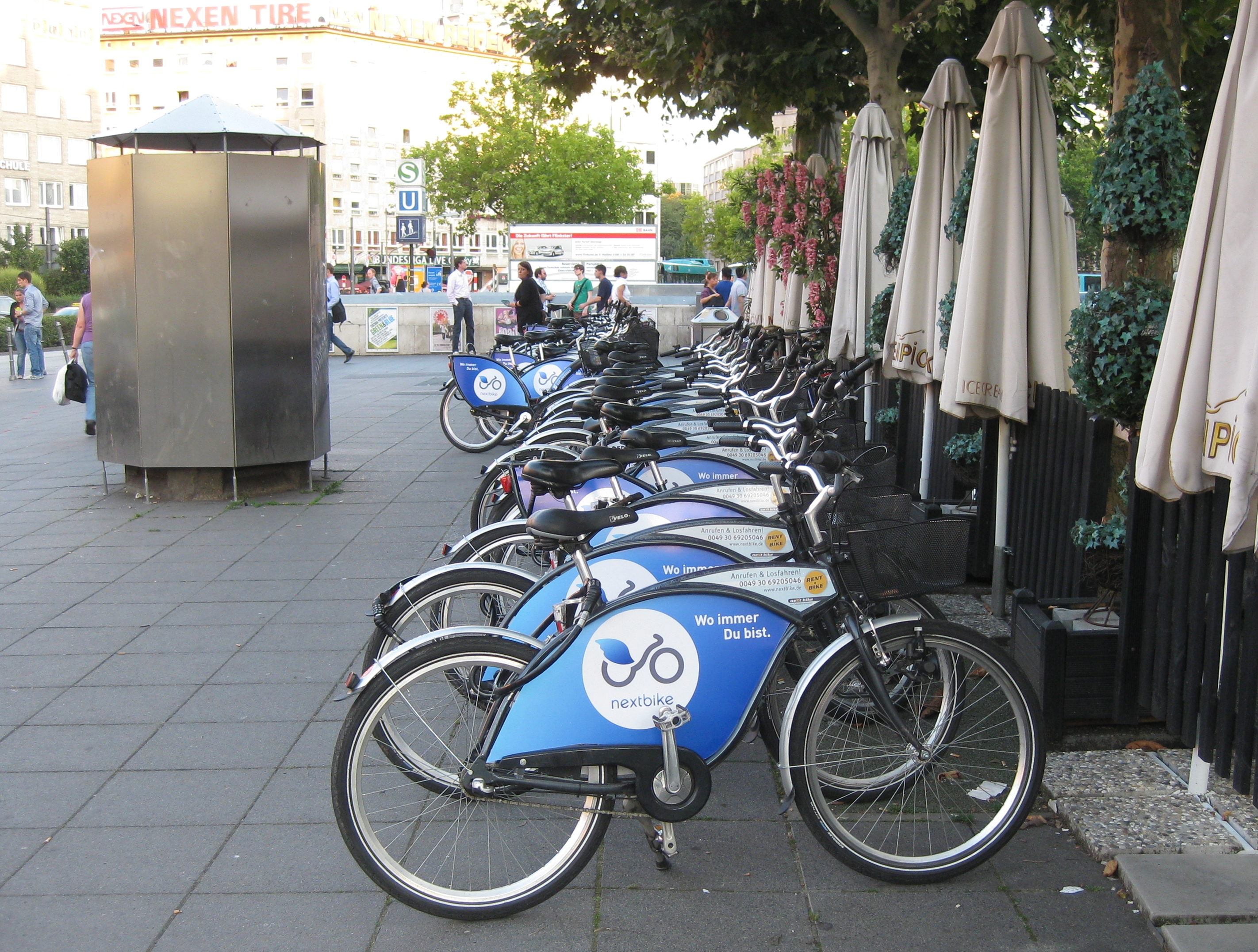
Nextbike-Verleihstation in Frankfurt am Main (2011)

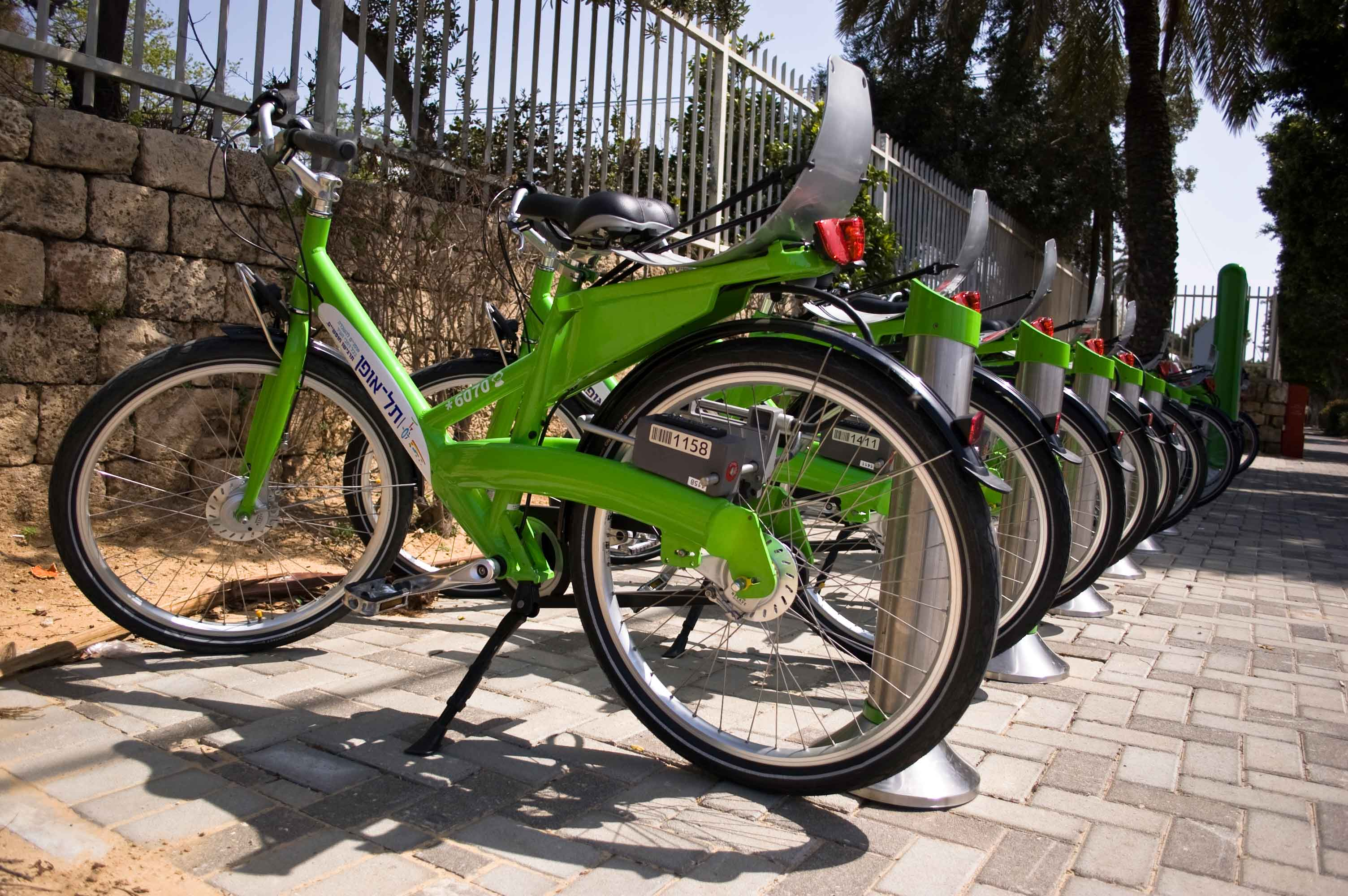
Fahrradverleih-Station in Tel Aviv (2010)

 (2011)

## Erfolgsfaktoren

### Notwendige Faktoren
- (elektronische) Identitätsfeststellung des Benutzers[3]
- hohe Stations- und Fahrraddichte → spontane und Einwegfahrten[3]
- qualitativ hochwertige und zuverlässige Fahrräder[3]
- unkomplizierte und schnelle Inanspruchnahme der Dienstleistung[3]
- Einzugsermächtigung vom Konto des Nutzers für Betreiber im Verlustfall des Fahrrades
- deutlicher Preisvorteil zu anderen öffentlichen und privaten Verkehrsmitteln für Kurzstrecken
- Spezialanfertigung von Rahmen und Komponenten im Vergleich zu handelsüblichen Rädern
- Anpassungsfähigkeit an Größe und geschlechtsspezifische Kleidung unterschiedlicher Personen

### Unterstützungsfaktoren
- verkehrsberuhigte Infrastruktur (Fahrradwege, Tempo-30-Zonen, Gemeinschaftsstraßen)
- suboptimales Angebot im öffentlichen Nahverkehr
- Klima
- Orografie mit geringen Höhenunterschieden (Steigung <4 %)
- erstmaliger Starttermin zu Beginn der Warmwetterperiode
- Benutzungszeitbegrenzung durch Progressionstarif oder Zeitbeschränkung

## Überregionale Förderung und Evaluierung
Radverleihsysteme werden unter anderem durch das österreichische Programm klima:aktiv mobil gefördert.
Eine Analyse und Bewertung europäischer Bike-sharing-Systeme wird im Rahmen des europäischen Projekts Optimising Bike Sharing (OBIS) unternommen.

## Umweltpolitische Bedeutung
Die zum Betrieb notwendige Energie der muskelkraftbetriebenen Fahrräder stammt zu 100 % aus nachwachsender Biomasse („Müslimotor“). Der Energie- und Rohstoffaufwand für die Fertigung eines Fahrrades ist wesentlich geringer, als bei motorisierten Verkehrsmitteln.
Fahrräder sind ein effektives Mittel, um den Modal Split im Personennahverkehr einer Stadt zugunsten der nachhaltigen Verkehrsträger zu verschieben. Volkswirtschaftlich betrachtet sind die sehr geringen Kosten pro eingesparter Menge Schadstoff interessant (Vermeidungskosten).
Laut einer Schätzung der Stadtverwaltung von Lyon, vermeidet jedes dieser Mietfahrräder etwa 500 Kilogramm Kohlendioxid pro Jahr oder 0,19 kg CO2/km während in Barcelona etwa 0,16 kg CO2/km angegeben wird.

## Vergleiche
Fahrräder können spontan genutzt werden, auch wenn man für den Hinweg öffentliche Verkehrsmittel, Auto oder Inlineskates genutzt hat. Die Verkehrsmittelwahl des Hinwegs bestimmt nicht das Verkehrsmittel des Rückwegs.
Für Pendler ist ein sogenannter „Sandwich-Verkehr“ möglich, das heißt die Anreise mit dem Mietrad oder eigenen Rad bis zu einer Haltestelle des ÖPNV, die Weiterfahrt mit Bus oder Bahn und nach Ankunft an der Haltestelle in der Stadt die Weiterfahrt mit Hilfe von Fahrradmietsystemen zum Bestimmungsort. Die Verfügbarkeit eines Fahrrades ist jedoch nicht sichergestellt. Ebenso muss am Zielort die Möglichkeit der Rückgabe bestehen.
Mit dem Angebot von Fahrradmietsystemen bietet die Stadt auch die Möglichkeit zur aktiven Bewegung anstatt des nur passiven Bewegtwerdens in Bus, Bahn und Auto. Diese körperliche Aktivität ist gesundheitsfördernd und kann Bewegungsmangel und Übergewicht entgegenwirken.
Im Idealfall werden die Mieträder von professionellem Personal gepflegt und gewartet und sind deshalb verkehrssicher (Bremsen, Licht). Bei einer Panne kann ein anderes Rad genommen werden.

### Vergleich Fahrradmietsystem – öffentlicher Personennahverkehr
Bisher wurden die Fahrradmietsysteme meist durch die Stadtverwaltung bestellt. Eine Konkurrenz zum herkömmlichen öffentlichen Personennahverkehr sind die Fahrradmietsysteme nicht, da sie sich nicht für große Pendlerströme und Entfernungen eignen. Eher im Gegenteil, sie ergänzen die feinmaschige Erschließung eines Areals, bei dem Busse und Bahnen organisatorisch und finanziell überfordert wären oder wegen Umsteigezwängen unattraktiv sind. Die Mitnahme des eigenen Fahrrades kann im alltäglichen Pendlerverkehr aufgrund der beschränkten Kapazitäten der gut ausgelasteten Züge kaum als nennenswerte Alternative gelten (Ausnahme Falträder). Die TU Delft kam zu dem Ergebnis, dass bei optimaler Fahrradverfügbarkeit im Vor- und Nachtransport die Personenkilometer im überörtlichen ÖPV in den ohnehin schon fahrradbegeisterten Niederlanden noch einmal um 14 % gesteigert werden könnten. „Den größten Effekt hatte eine verbesserte Verfügbarkeit des Fahrrads auf dem Weg von der Haltestelle bis zum Ziel.“
In einigen Fällen werden Fahrradverleihsysteme sogar durch Gesellschaften des öffentlichen Personennahverkehrs gestellt, beispielsweise durch Smoove und Transdev. In Deutschland ist Nextbike der führende Anbieter in Deutschland. In vielen Städten bietet Nextbike im Auftrag der städtischen Verkehrsunternehmen Fahrradmietsysteme, z. B. das Kölner KVB-Rad und MVG Rad in München.

### Fahrradverleih – eigenes Fahrrad

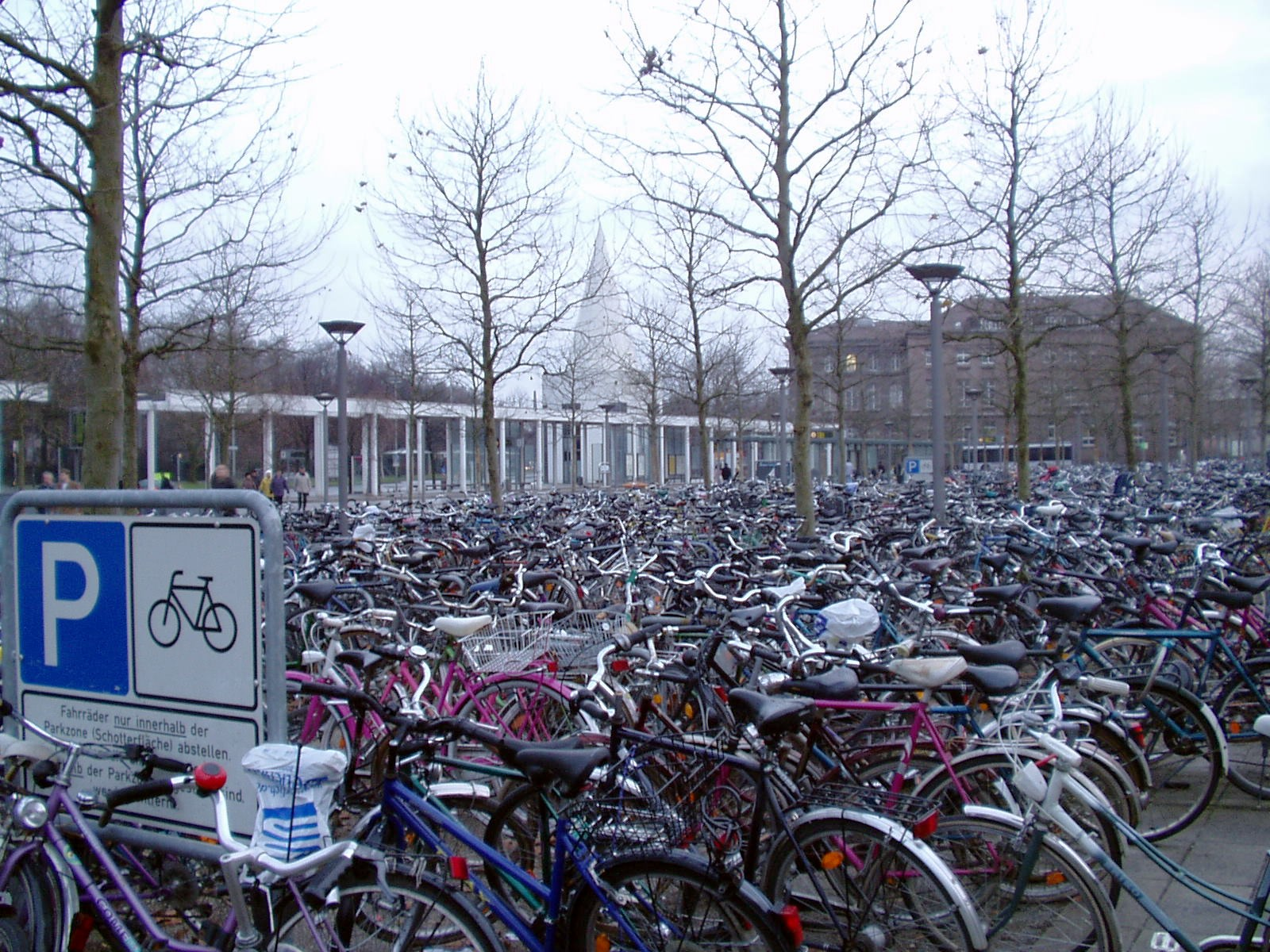
Platzbedarf privater Fahrräder

Ein privates Fahrrad mit gutem Schloss kostet in Anschaffung und im Unterhalt Zeit und Geld. Bei öffentlichen Fahrrädern braucht sich der Nutzer nicht um die Wartung zu kümmern. Anschaffung und Unterhalt sind z. T. auch durch andere Finanzierungsquellen abgedeckt, sodass die Nutzungsgebühren durchaus geringer als die Kosten eines eigenen Rades ausfallen können.
Fahrradverleihsysteme sind auf bestimmte Nutzungsprofile zugeschnitten. Die Vielseitigkeit und Verfügbarkeit des Fahrrades wird dadurch eingeschränkt. Ein eigenes Fahrrad steht ohne Nutzungsbeschränkung jederzeit zur Verfügung, jedoch immer nur an einem Ort. Der Nutzer muss zur Nutzung an diesen Ort (zum Beispiel Haltestelle) zurückkehren, während er bei einem Verleihsystem auch an anderen Orten (zum Beispiel andere Haltestelle) wieder losfahren kann. Viele Verleihangebote sind nur auf die Schönwettersaison begrenzt. Im Winter stehen oft gar keine Räder zur Verfügung.
Der Netzausbau wird bisher nur in Teilgebieten der Großstädte, vor allem nur im stark frequentierten Stadtinnenbereich durchgeführt. Wohngebiete werden kaum erschlossen. Tür-zu-Tür-Verbindungen sind daher nur im Innenstadtbereich überhaupt möglich. Die Restdistanzen stellen die Nutzung des Mietrades in der Regel in Frage, bzw. machen weitere Verkehrsmittel (ÖPNV) erforderlich. Des Weiteren kann
nicht sichergestellt werden, dass für den Rückweg ebenfalls ein Fahrrad zu seiner Verfügung steht.
Die Tarifgestaltung von Fahrradmietstationen im Stadtinnenbereich fördert und fordert oft die Kurzzeitnutzung im Stundenbereich, was längere Fahrten (z. B. Tagestouren) oder Fahrten zu entfernteren Zielen ohne Rückgabestation verhindert. Es sind keine Fahrten außerhalb der Stadt möglich. Die Ausleihe an touristisch eher auf Tagestouren orientierte Fahrradverleihe ist organisatorisch aufwendiger (Öffnungszeiten, Rückgabe am Abholort usw.)
Ein Problem ist in vielen Städten die hohe Diebstahlquote, die dazu führt, dass die Menschen kein weiteres Fahrrad mehr kaufen oder sich ein sehr preiswertes Rad aus zweiter Hand oder ein teures Faltrad zulegen oder umständlich die Fahrräder bis in ihre Wohnung hinauf tragen, um die Diebstahlwahrscheinlichkeit zu senken.
Herkömmliche Fahrräder nehmen mehr Abstellfläche pro zurückgelegtem Kilometer ein als öffentliche Fahrräder der Fahrradstationen, ähnlich wie Privat-Pkw verglichen mit Carsharing-Autos. An einigen Brennpunkten, z. B. Bahnhöfen sind Abstellmöglichkeiten für Fahrräder zu Stoßzeiten sehr eingeschränkt.
Während ein privates Fahrrad für durchschnittlich drei Wege täglich von einer Person genutzt wird, wird das öffentliche Fahrrad für bis zu zwölf Wege täglich von mehreren Personen genutzt. Es legt etwa 10.000 km jährlich zurück. Die hohe Auslastung eines langlebigen Fahrrades führt zu einer höheren Ökoeffizienz. Mieträder sind regelmäßig gewartet und in einem verkehrssicheren Zustand. Trotzdem sind stets Bremstest und Höhenverstellung des Sattels vor Fahrtantritt notwendig. Das Fahrrad kann dabei jedoch nicht vollständig auf den Fahrer eingestellt werden (Lenkerhöhe, Rahmengröße). Individuelle Anpassungen z. B. Halterungen für Packtaschen oder Kindersitze sind nicht möglich.
Für den Einsatz im Freizeitsport (Mountainbike, Radwandern, Rennrad) stellen Leihräder keine Alternative dar, jedoch können sie auch hier beispielsweise im Urlaub eine Ergänzung sein, wenn das eigene Rad nicht zur Verfügung steht.

## Geschichte

### Nullte Generation
herkömmlicher personalbetriebener „Fahrradverleih“, wo während begrenzter Öffnungszeiten, Fahrräder mit Schloss gegen Zurücklassen
eines Pfandes oder Personaldokumentes gemietet werden und auch nur dort nach einer Mindestmietzeit zurückgegeben werden können.
- viele Schweizer Städte,
- Bahnfahrräder und Kooperationspartner in Deutschland und den Niederlanden,
- Peking (Ausnahme: Stationsnetz und Jahrespauschaltarif, Nutzungszeitbegrenzung?),
- viele Touristenstädte und -orte weltweit

### Erste Generation
- 1965 Weiße Fahrräder in Holland/Amsterdam als Teil der Weißen Pläne der Provo-Bewegung herkömmliche Räder, weiß bemalt ohne Schloss und Identifizierungsmöglichkeit des Benutzers

- 1970er Jahre Bremen, Aktion kommunales Fahrrad, ähnlich auch in Bern, Wedel, Koblenz...
- seit 1974 La Rochelle (France) Gelbe Fahrräder an drei Stationen als Teil des ÖPNV
- oft ABM bzw. soziale Projekte, die sinnvolle Arbeit, Aus- und Weiterbildung, nachhaltigen Verkehr und Altfahrradrecycling/-reparatur verbinden

### Zweite Generation
- 30. Mai 1995 Kopenhagen
  - Pfandprinzip wie bei Einkaufswagen (zirka 2 Euro), aber immer noch ohne automatische Identifizierung der Benutzer
  - Teilfinanzierung über Werbung,
  - Spezialanfertigung von Rahmen und Komponenten, um Diebstahl von Rad und Missbrauch als „Ersatzteillager“ für private Räder zu verhindern
  - robust, einfach (Vollgummireifen, keine Gangschaltung)
  - keine Zeitbegrenzung der Benutzung,
  - Netz von 110 Mietstationen, damit geografische Begrenzung

Ein sehr ähnliches Modell ist auch in Helsinki bis heute in der warmen Jahreszeit im Einsatz. Auch in Aveiro (Portugal) ist dieses Modell der zweiten Generation seit dem Jahr 2000 im Einsatz. In Wien hatte dieses Modell dagegen keinen Erfolg und wurde wegen hoher Diebstahlsquote mangels Identifizierung der Benutzer gegen ein Modell der dritten Generation ausgetauscht.
- Blaues Fahrrad Chemnitz Ende der 1990er–200X?
  - Magnetkarte mit Lesegerät zur Identifizierung am Fahrrad
  - 12 Stationen,
  - 40 Räder,
  - Jahresgebühr und Pfandgebühr,
  - keine zeitabhängige Mietgebühr oder Zeitbegrenzung

### Dritte Generation
- 6. Juni 1998 Rennes Adshell/Clear Channel
  - erstmals automatische Identifizierung des Benutzers
  - hochwertige Räder aus Spezialanfertigung
  - unkomplizierter Ausleihvorgang,
  - kostenlos für zwei Stunden
- März 2000 „Call a bike“ München
  - Identifizierung und Übermittlung der Nutzungszeitdauer mittels Handy
  - hochwertige Räder aus Spezialanfertigung
  - Abrechnung mit Kreditkarte
- 2000 Singapur/Adshell ähnlich Rennes inzwischen eingestellt
- 2000 Sandnes (Norwegen)
  - elektronischer Schlüssel,
  - Identifizierung,
  - Werbefinanzierung
  - Genossenschaftsprinzip
  - unabhängige Systementwicklung
- Burgos (Spanien)
  - unabhängige Systementwicklung
- Einbeziehung von Pedelecs in das Bike-Sharing bei Städten oder Stadtteilen mit schwieriger Orographie, wie zum Beispiel im Stuttgarter Pilotprojekt. Dabei ist zunächst geplant, den Festpreisanteil (Pauschaltarif, etwa 120 Euro/Jahr) zu erhöhen, zugunsten einer Senkung des gebrauchsabhängigen Teils, mit allen bekannten Problemen der Überlastung des Systems.[9]

### Vierte Generation
Ein Bike-Sharing-System ohne stationäre Infrastruktur besteht aus einem smarten Fahrradschloss, das an einer geeigneten Position am Rad-Rahmen montiert wird. Der Anwender öffnet und schließt das Schloss mit einer RFID-Kundenkarte, per mobiler Website oder mit einem NFC-Smartphone. Per mobiler Website (oder App) können verfügbare Räder auf einer Karte lokalisiert werden. Führender Anbieter in Deutschland ist hierbei Nextbike.